# Jānis Pavels Valkovskis
Jānis Pavels Valkovskis (* 7. Oktober 2004) ist ein lettischer Handballspieler.

## Karriere

### Im Verein
Jānis Pavels Valkovskis spielt seit der C-Jugend für den HSC 2000 Coburg. Zur Saison 2023/24 unterschrieb er seinen ersten Profivertrag für das Zweitligateam.

### In Auswahlmannschaften
2023 gab er sein Debüt für die Lettische Nationalmannschaft.

## Privates
Sein Bruder Leonards Valkovskis steht ebenfalls im Kader von Coburg.